# 小行星47171
47171 倫波，或聯星(47171) 倫波-希西（也稱為1999 TC36），位於太陽系的最外層區域，是海王星外天體和來自古柏帶的三合星系統。美國天文學家埃裡克·魯賓斯坦和路易-格雷戈里·斯特羅爾格在美國亞利桑那州基特峰國家天文台，於1999年10月1日的一次觀測中發現了它。魯賓斯坦正在蒐索斯特羅爾格拍攝的影像，這是他們對附近星系超新星蒐索項目的一部分。它與海王星具有2:3的平均運動共振，被歸類為冥族小天體，屬於較亮的TNO之一。它在2015年7月到達近日點。這顆小行星以芬蘭神話中的惡神星命名。
三元系統的其它兩個成員是帕哈（Paha，/ˈpɑːhɑː/）和希西 （Hiisi，/ˈhiːsi/），分別在2001年和2007年發現，並以倫波的兩個惡魔同夥帕哈和希西命名。

## 歷史

### 發現

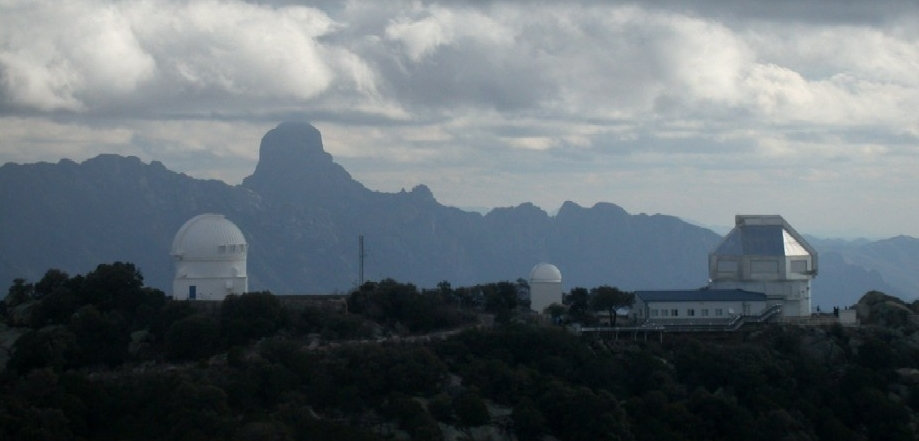
倫波是用基特峰的0.9米WIYN望遠鏡（左）發現的。

倫波系統是美國天文學家埃裡克·魯賓斯坦和路易-格雷戈里·斯特羅爾格在亞利桑那州的基特峰國家天文台進行附近星系超新星搜索（NGSS）專案時，於1999年10月1日的觀測發現。NGSS專案於1998年做為斯特羅爾格博士論文的一部分啟動，是一個為期三年的以CCD為基礎沿天球赤道測量星系，以搜索附近的低紅移超新星。基特峰天文台的WIYN 0.9米望遠鏡用於該區域的廣視場成像，與黃道平面相吻合的古柏帶天體（KBO）倫波很可能就出現在這兒。魯賓斯坦在斯特羅爾格於1999年10月1日拍攝的圖像中，確定倫波為星座鯨魚座中一個相對明亮、緩慢移動的天體。對疑似KBO的天體，視星等20等是異常明亮的亮度，值得進行後續的觀測以確認該天體。
在發現倫波後，魯賓斯坦和斯特羅爾格又連續觀測了三天。該天體也在1999年9月30日，即被發現前一天拍攝的圖像中被找到。1999年12月21日，小行星中心宣佈了這一發現，該天體被賦予了臨時名稱 1999 TC36。臨時名稱表明倫波是1999年10月上半月發現的第903顆小行星。到2002年，更多的觀測將倫波的觀測弧延長到兩年多，足以確定一個準確的軌道。因此，小行星中心在2002年9月21日授予倫波永久的小行星序號47171。截至2021年，在超過46年的觀測弧上，對倫波觀測的紀錄總共已經500多次。已知對倫波回溯發現的最早觀測是在 賽丁泉天文台 1974年6月和1976年5月和9月的數位巡天照相底片中發現的。

### 命名
三重系統中最大的主星是以芬蘭神話中的倫波命名。他最初被奉為愛和生育之神，在基督教引入芬蘭后被描繪成一個魔鬼。倫波在他的兩個惡魔同伴希西和帕哈的協助下打倒了英雄万奈摩宁，其名稱分別表示較小的內部和外部成員。這些名字是天文學家布萊恩·霍勒（Bryan J. Holler）代表選擇的。官方命名的引文由小行星中心於2017年10月5日發佈。

## 三元系統

### 倫波
倫波是一個分層的三重系統，由一個中央主星組成，它本身就是一個由兩個類似大小的成員（倫波和希西）組成的聯星系統，以及一顆小的衛星，位於一個寬的離心環聯星軌道（Paha）上。層次的結構通過用字母「A」表示明顯的倫波–希西層級，用字母「B」表示較小的外部伴星帕哈，來識別層次結構；個別的主要成員倫波和希西分別被區分為「A1」和「A2」。三個成員從大到小的排序是倫波、希西、和帕哈。
假設所有組件均為具有均勻體積密度的球形，根據帕哈的運動估算系統質量為(12.75±0.06)×1018 kg；倫波-希西組合的軌道運動給出了更高的質量估計值為  (14.20±0.05)×1018 kg。這種差異可能與複雜三重系統中各組成部分未能解釋的引力相互作用有關。
倫波是僅有的具有兩個以上成員的三個海王星外多重系統之一，另外兩個是矮行星的冥王星和妊神星。聯星的古柏帶天體385446曼威被懷疑曾經是一個類似於倫波的分層三重系統，但其內部雙星的軌道由潮汐演化並成為密接小行星。

### 希西

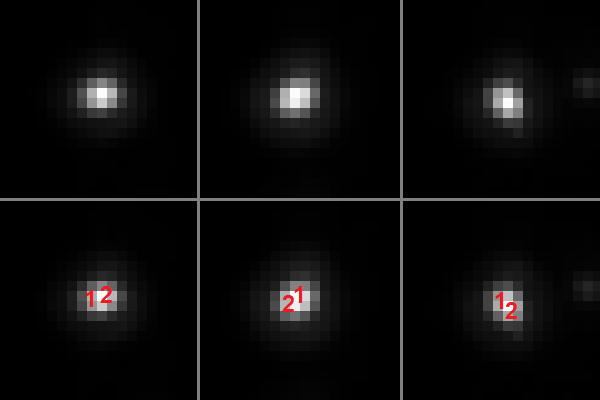
哈伯的倫波-希西系統的圖像，兩個分量標記為"1" 和"2"。

包括倫波-希西在內的海王星外聯星的平均分離距離和直徑比較。

希西，正式名稱為（47171）倫波 II， 是倫波三重系統的內部第二大組成部分，是三者中最後發現的。它與主要成員倫波一起形成中心聯星倫波–希西，外部成分帕哈圍繞該聯星倫波–希西旋轉。2006年，約翰·斯坦斯伯裏（John Stansberry）及其合作者首次假設了倫波系統中存在第三個內部成分（或第二個伴星），他們指出，主要成員的密度似乎異於平常的低。2007年10月，塞思·雅各布森（Seth Jacobson）和讓-呂克·瑪戈特提出了內部成員存在的進一步證據，他們注意到哈伯影像中的主成員明顯的伸長。2009年，蘇珊·貝內奇（Susan Benecchi）、基思·林（Keith Noll）、威爾·格蘭迪（Will Grundy）和哈爾·萊維森（Hal Levison）對哈伯影像進行了更廣泛的分析，最終證實了倫波主星的聯星性。
由於涉及不同獨立研究人員群體發現的複雜情況，希西沒有正式的臨時名稱來表示其首次觀察或發現的年份。相反的，它在科學文獻中被非正式地命名為「成員A2」，因為它是中心倫波-希西聯星較小的成員。最終，它獲得了永久的衛星名稱和名稱，而較大的第一個成員A1於2017年10月5日保留了倫波的名稱。
這兩個成員之間的距離只有哈伯望遠鏡的繞射極限的一半左右，因此不可能解析出這個聯星系統。取而代之的是，在哈伯的影像中，它似乎被拉長了，揭示了它的聯星性質。這個中心對的半長軸約為867 km，週期約為1.9天。假設反照率約為0.079，則"倫波"和"希西"各別的直徑約為272+17
−19 km和251+16
−17 km。假設所有成員的密度是均勻的，則希西本身的質量為5.273×1018 kg。

### 帕哈

哈伯在2003-2006年間拍攝的倫波系統。

帕哈，官方名稱為(47171) 倫波 I 帕哈，是較小，且在倫波三合星系統的最外圍。它是在2001年12月8日由天文學家查德·處基羅和麥克·布朗使用哈伯太空望遠鏡的太空望遠鏡影像攝譜儀對海王星外的聯星天體進行觀測發現的。，國際天文學聯合會在2002年1月10日發佈的IAU通報，報告了這一發現。在2002年1月24日出版的後續"IAU通報"中，報告了 利克天文台的唐納德·謝恩望遠鏡自適應光學系統在2001年10月4日的觀測檔案中確認了帕哈。
帕哈以前有臨時名稱 S/2001 (1999 TC36 1，在倫波獲得序號號後改為S/2001 (47171) 1。在以聯星倫波-希西做為圍繞中心的環形軌道上較小的外圍成員，在科學文獻上被稱為"成員B"。它於2017年10月5日獲得了永久的衛星名稱，並與倫波和希西一起命名。
在未經過濾的可見光波長中，帕哈看起來比主星平均暗淡2.2個星等，相當於單獨的視星等為22.6。估計這顆衛星的直徑為132+8
−9 km，和半長軸為7411±12 km，繞行主星的運行軌道週期為50.302±0.001 d。據估計，它的質量大約只有7.67×1017 kg。

## 系統動力學
倫波系統的軌道動力學非常複雜，僅僅用克卜勒動力學不能處理。許多關鍵參數，如初始自旋狀態和各個元件的形狀是未知的，因此無法將倫波系統的動力學充分建模為三體問題，而不會導致顯著的混沌行為。在2018年的一項動力學研究中，亞歷山大·科雷亞（Alexandre Correia）發現，使用真實假設的自旋狀態和形狀的類比模型，即使包含偏心阻尼潮汐力，仍無法解釋倫波-希西聯星內部目前的偏心軌道。科雷亞的結論是，在開發更複雜的模型之前，需要以更高的精度重新量測倫波系統所有成員的當前軌道、自旋狀態和形狀。

## 起源
關於這個三重系統是如何形成的，目前有兩個主要的假設。第一個是巨大的碰撞和隨後在吸積盤中的再積聚。第二個是用原先存在的聯星對第三個天體的引力捕獲。倫波和希西的相似大小有利於後一種假設。

## 物理性質
綜合紅外線史匹哲太空望遠鏡、 赫歇爾太空望遠鏡、和哈伯太空望遠鏡（HST）的觀測，可以估計系統成員的大小，從而提供天體體積密度範圍的可能值。"倫波"主星的直徑（有效系統尺寸）目前估計為393.1+25.2
−26.8 km。
在2006年的觀測（當時該系統被認為是聯星）獲得非常低的密度估計，值為0.3-0.8 g/cm3；這將需要異常高的50-75% 孔隙率，且要假設岩石和冰的混合物相等。2009年，HST直接測量了系統所有三個成員的可見光通量，使平均密度提高為0.532+0.317
−0.211 g/cm3，證實了先前的結論，即該物體可能是瓦礫堆。在2012年，當來自赫歇爾的新資訊可用時，密度被上修為0.64+0.15
−0.11 g/cm3。對於1-2 g/cm3範圍內的孔隙率在36-68%之內，再次確認該物體是一個瓦礫堆。
倫波在可見光有非常紅的光譜斜率和近紅外中的平坦光譜。在2 微米波長附近還有一個弱吸收特徵，可能是由水冰引起的。再現近紅外光譜資料的最佳模型包括托林、結晶水冰和蛇紋石基團做為表面材料。這些結果適用於系統所有三個成員的集成頻譜。

## 勘探
倫波系統由於其不尋常的配置，已被考慮在未來前往勘探。倫波被建議做為 新視野2 的目標，一個與其同名的探測計畫，將飛越木星、天王星和高達4顆古柏帶天體。

## 註解
1. ↑  倫波在發現當時的天球座標為23h 57m 49.00s -09° 31′ 52.1″[11]。參見星座鯨魚座的座標。
2. ↑  在《小行星臨時編號》中，第一個字母表示發現年份的半個月，而第二個字母和數位表示在該半個月內發現的順序。在1999 TC36的情況下，第一個字母'T' 對應於1999年10月的前半個月，而後面的字母'C'表示它是在第 37 個發現週期（已完成 36 個週期）上發現的第 3 顆小行星。每個完成的週期由25個代表發現的字母組成，因此3 + (36 completed cycles × 25 letters) = 903.[15]
3. ↑  主星的名稱也用於指整個三重系統[5]。

## 外部連結
- Beyond Jupiter: 47471 Lempo （页面存档备份，存于）, Oliver Klös, Journal for Occultation Astronomy, October 2020
- (47171) 1999 TC36 Precovery Images （页面存档备份，存于）, Andrew Lowe
- Binary trans-Neptunian 1999 TC36 （页面存档备份，存于）, Chad Trujillo, Northern Arizona University
- 小行星47171 at AstDyS-2, Asteroids—Dynamic Site
  - Ephemeris · Observation prediction · Orbital info · Proper elements · Observational info
- NASA JPL小天體瀏覽器上的小行星47171